# Ouroborus cataphractus
El lagarto armadillo (Ouroborus cataphractus) es una especie de lagarto terrestre de la familia Cordylidae que vive en Sudáfrica. Tienen un color marrón amarillento y se encuentran en afloramientos rocosos con grietas y matorrales, en hábitats desérticos o semidesérticos. 
Se alimenta de insectos, principalmente termitas, e incluso se puede alimentar de escorpiones y escarabajos. 

## Descripción

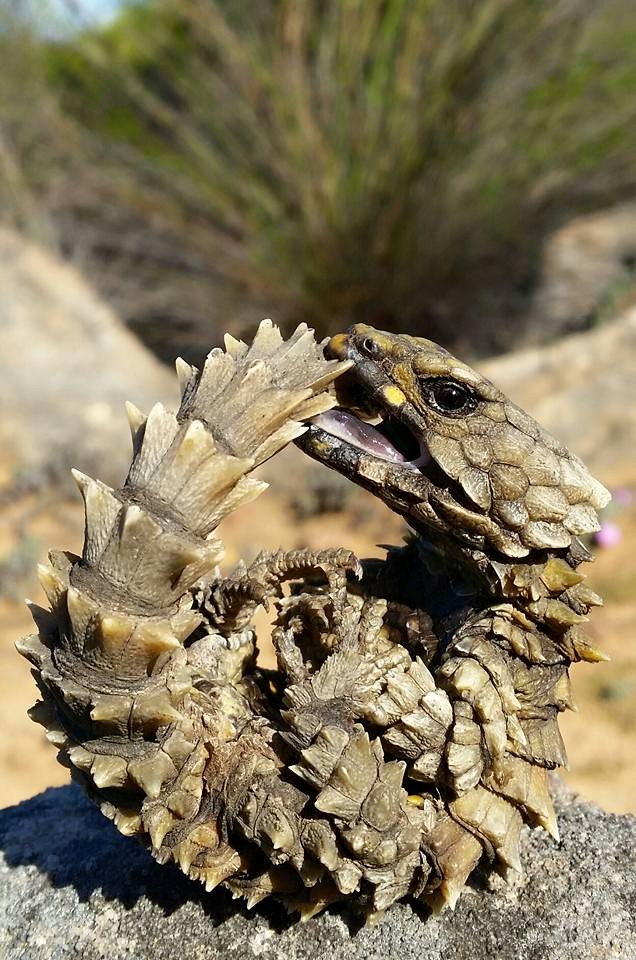
En posición defensiva, enrollado como una bola.

Poseen en el cuello y en el cuerpo unas espinas defensivas gruesas y unas escamas cuadradas en el dorso. Estas estructuras defensivas se muestran de una forma más eficiente adoptando una postura enrollada a modo de anillo y rodando como una bola,. ya que giran su cuerpo en el eje sagital hasta morderse la cola, exponiéndolas ante posibles ataques.
Son hibernantes, vivíparos (las hembras paren 1 o 2 crías). Los adultos tienen una longitud entre 16 y 21 centímetros. Viven en grupos familiares y poseen cuidados parentales, característica esta atípica. Su dieta se forma principalmente a base de insectos y arañas, pudiendo servir de alimento a aves rapaces. Pueden vivir unos 25 años en cautiverio.